# Pedro Barrajón
Pedro Barrajón LC (* 4. Dezember 1957 in Valdepeñas, Provinz Ciudad Real, Spanien) ist ein katholischer Ordenspriester. Er war von 1997 bis 2013 Rektor des Päpstlichen Athenaeum Regina Apostolorum in Rom und ist seit 2018 Rektor der Università Europea di Roma.

## Leben
Pedro Barrajón studierte Theologie und Philosophie und wurde an der Päpstlichen Universität Gregoriana mit einer Arbeit über die Collationes in Hexaemeron (Gespräche über das Sechstagewerk) des Bonaventura promoviert. 1988 trat er der Ordensgemeinschaft der Legionäre Christi bei.
Er ist seit 1992 Professor der theologischen Anthropologie am Päpstlichen Athenaeum Regina Apostolorum (UPRA). Seit 2001 ist er zudem Professor für Theologie an der Fakultät für Bioethik. Von 1997 bis 2013 war er Rektor des UPRA. Neben seinen Ämtern engagiert er sich für die Jugend- und Studentenarbeit, war Mitbegründer des Internationalen Päpstlichen Kollegs Maria Mater Ecclesiae.
Pater Barrajón leitet am Athenaeum einen Kurs für angehende Exorzisten. Der Kurs „Exorzismus und Gebete um Befreiung“ beschäftigt sich mit den verschiedenen Aspekten des Phänomens sogenannter Besessenheit.
Am 14. Februar 2011 wurde Pedro Barrajón LC, zum korrespondierenden Mitglied der Päpstlichen Theologischen Akademie ernannt und am 6. Dezember 2023 zum ordentlichen Mitglied.